# Dactylorhiza elata
Dactylorhiza elata (Poir.) Soó è una pianta appartenente alla famiglia delle Orchidacee.

## Tassonomia
Sono note le seguenti sottospecie:
- Dactylorhiza elata subsp. elata - sottospecie nominale
- Dactylorhiza elata subsp. sesquipedalis (Willd.) Soó